# Conte
|  | Per a altres significats, vegeu «Conte (desambiguació)». |

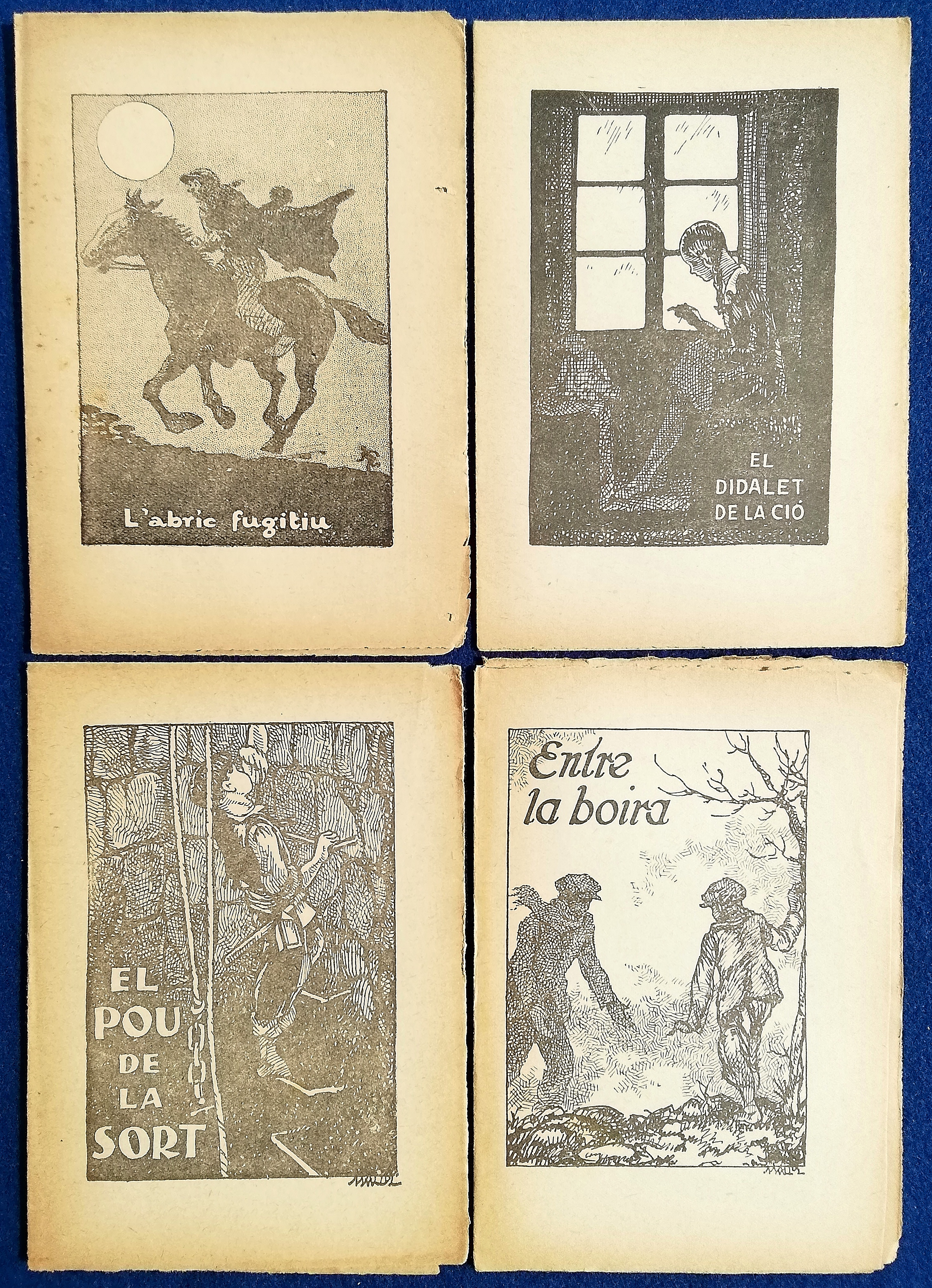
Mostra de contes de la col·lecció d'En Patufet de principis del segle XX

Un conte és una narració escrita en prosa, generalment breu. Els contes poden ser tant de caràcter fictici com real. El conte, en tant que gènere (o subgènere) literari, té les seves pròpies característiques; és una forma destacada dins de la narrativa breu i, a diferència de la novel·la, presenta una concentració narrativa superior i una major intensitat. Té una il·lustre tradició escrita de segles, a la qual caldria afegir una important tradició oral,sovint també, destinades als infants, tot i que no específicament, ja que hi ha reculls antics de contes molt clarament adreçats als adults.

## Conte tradicional i conte literari
El conte pot presentar diverses i diferents formes: 
Els contes tradicionals venen de la tradició oral de cada cultura, del folklore narratiu que representen els llegats de mites, llegendes i vivències transmeses com narracions acostumen a tenir elements meravellosos i a ensenyar una lliçó moral. També es coneixen com a contes de fades o contes populars. Els contes populars es caracteritzen per l'ús d'un llenguatge molt col·loquial, especialment espontani per tractar qualsevol tema de la vida quotidiana i de diverses fórmules d'encapçalament i d'acabament: Una vegada hi havia..., Temps era temps..., I van ser feliços i van menjar anissos, Catacric-catacrac, conte acabat.
- Els "exemples" procedents de l'edat mitjana, utilitzats pels predicadors també amb un clar objectiu alliçonador per arribar a un públic ampli.[7]
- La "faula" o "apòleg", en què els protagonistes són animals que també donen una lliçó moral. En trobem ja exemples al segle vi aC amb Isop.[8]
- Els "fabliaux", que eren contes còmics i satírics, com a tall d'exemple tenim el Decameró de Boccaccio i Contes de Canterbury de Geoffrey Chaucer.[7][9]
- El "lai", conte amorós amb elements fantàstics. En són molt coneguts els Lais de Maria de França, històries breus, de durada variable.[10]

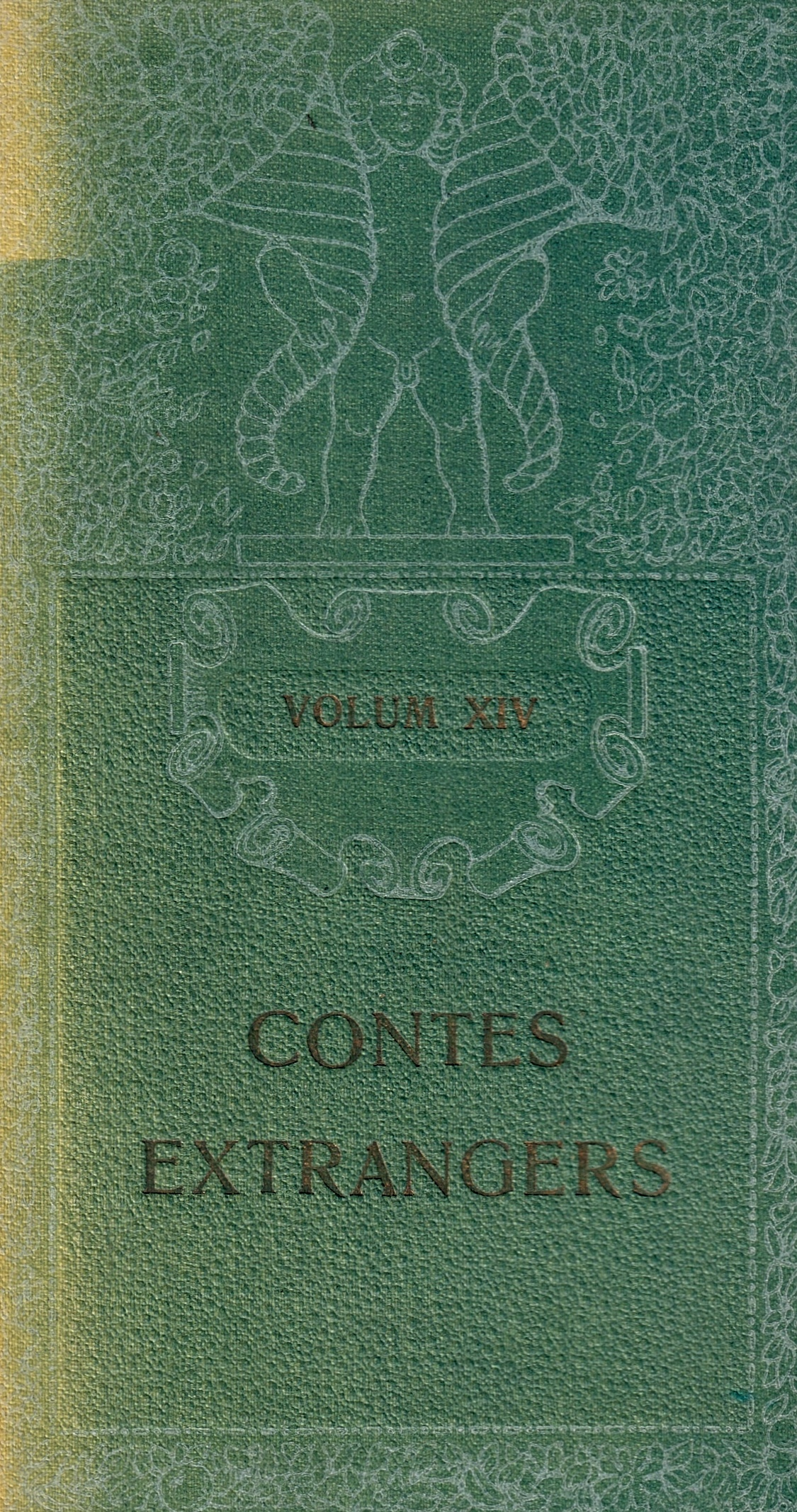
Contes Estrangers, recull de vint-i-un contes d'autors estrangers de renom com: Gabriele D'Annunzio, Rudyard Kipling, Anton Txékhov, Judith Gautier, Anatole France, entre d'altres. Publicat dins la col·lecció Biblioteca de El Poble Català l'any 1909

El conte literari, al contrari, es distingeix d'altres formes narratives com la novel·la sobretot per l'extensió (s'acostuma a prendre com a mesura el fet que es pugui llegir d'un sol cop, per bé que els límits no en són exactes). Julio Cortázar el defineix pel seu efecte, mentre que el conte és d'efecte únic, puix que s'explica una història, en la novel·la la voluntat és més global.
El conte ofereix, en la seva estructura sintètica, una gran intensitat en la trama. Cal que l'autor domini els registres, l'argument, els personatges, tots els aspectes de la creació, car en la síntesi és més fàcil d'advertir-hi les errors; per tant, el gènere demana més atenció i mestratge per part de l'escriptor. Ateses aquestes característiques d'especificitat i síntesi, el conte ha donat tot sovint mostres d'una rara i fascinant bellesa fruit de la meticulositat de l'autor.
Amb tot, històricament, el conte ha estat una molt bona manera de perpetuar la tradició literària en temps de guerra, així com ho feia la poesia. La seva poca extensió facilitava la distribució clandestina en temps de guerra, com ara durant la Guerra Civil espanyola, o prohibició lingüística, per exemple durant el règim dictatorial del franquisme. També en l'exili ha tingut una gran importància, puix que era més fàcil de publicar contes que novel·les; era viable de fer-lo aparèixer en revistes o petits facsímils més còmodament distribuïbles.

## Contes (narrativa curta) en català al segle XX
De la dècada del 1920 a la fi de la Guerra Civil, la literatura catalana gaudeix d'una gran maduració lingüística, estilística i d'una important diversificació de models literaris. La necessitat de creació de novel·la en català el 1925 fa que els autors catalans es dediquin a provar i experimentar; tant és així, que els contes esdevenen un "camp de proves" idoni en què assajar abans de fer el salt a la novel·la. Els autors més joves que exploraren la creació de narrativa breu ho feren usant, ja, la Gramàtica catalana de Pompeu Fabra; alguns d'aquests foren autors tals com Espriu o Calders. Malgrat tot, aquests relats no podran aconseguir una vertadera projecció social fins a la postguerra.
En superar el noucentisme, els autors s'interessen més per l'anàlisi, l'estudi reflexiu d'un ambient o caràcter i la seva reacció. Es guanya en narrativitat, alhora que l'atenció per la subjectivitat dels personatges comporta l'adopció de noves teories sobre l'inconscient difoses per Sigmund Freud, o de les tècniques literàries coma ara la memòria afectiva, provinent de Marcel Proust, o el monòleg interior de Joyce.

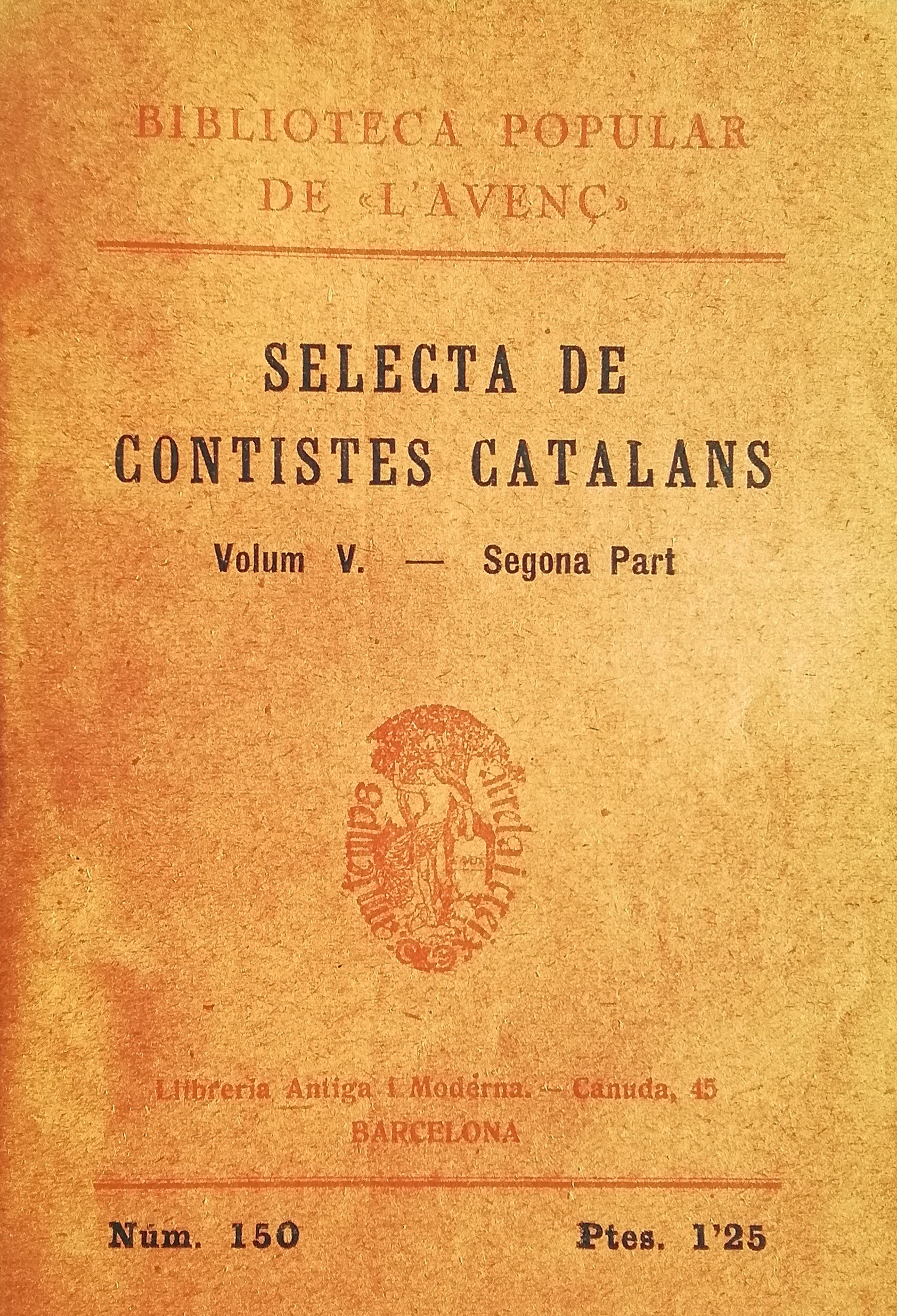
5è volum de sis, de la col·lecció "Selecta de Contistes Catalans" de l'any 1926, que publicà la Biblioteca Popular de L'Avenç a Barcelona. En aquest 5è volum hi apareixen contes de: Josep Carner, Eugeni d'Ors, J. Roig i Raventós, Ignasi i Josep Ma. Folch i Torres, Xavier Montsalvatje, Josep Lleonart, Alfons Maseras, Jacint Maria Mustieles, Josep Maria López-Picó, entre d'altres.

Amb el modernisme, autors que havien quedat bandejats, com Prudenci Bertrana, pogueren trobar el seu lloc en el panorama literari, prosista prolífic, autor de Josafat, obra reconeguda unànimement com una peça cabdal de la literatura catalana contemporània, va escriure la seva primera novel·la, Violeta, el 1899 i diversos relats breus durant els primers anys del segle xx. En aquestes narracions, en molts casos, els autors feien reelaboracions dramàtiques de la inadaptació dels seus personatges a un entorn hostil o atzarós, amb una llengua molt expressiva i una tasca detallista de l'ambient; una gran autora que exemplifica el cas és Víctor Català amb reculls tals com Drames rurals (1902), La Mare Balena (1920) o Contrallums (1930).
Autors tals com Carles Soldevila, un dels primers escriptors catalans professionals, en paraules de Josep Pla, socialitzador de la literatura, o Miquel Llor, aquest amb influències de Joyce, Proust, Gide, Svevo, Moravia, Dostoievski, i sobretot, de Sigmund Freud, referent rupturista de pensament en aquells anys, optaren per la creació de contes que els permetien de proposar un ambient (generalment urbà) i estudiar com aquest afectava la intimitat d'algun personatge; per exemple, la descoberta de la sensualitat, una lliçó de ball, l'ombra d'una infidelitat d'un cònjuge.
Una de les grans influències que tingueren fou Josep Carner, de qui aprengueren que la llengua actua com un mecanisme de rellotgeria que funciona perfectament per a produir els contes dits "d'efecte", en què tot el plantejament és en funció de la sorpresa final. Els qui s'acolliren a aquesta concepció tendiren a l'humor i a la immutabilitat del narrador, totalment distant a la matèria que es tracta; també assagen una literatura de desmitificació i parodien caricaturescament la pròpia classe, la burgesia catalana. L'intel·lectualisme, els jocs de sentit i la ironia, d'una precisió quirúrgica, disseccionen les tares de la societat. L'antipsicologisme mena a l'esquematització; de vegades, fins i tot, el desenllaç inesperat, l'imprevist, esdevé aparatós i excessiu, absurd, en què tota lògica narrativa és distorsionada. És un recurs que es relaciona amb la irreverència de les avantguardes d'entreguerres o l'humor tan esbojarrat, però intel·ligent, dels germans Marx -un bon exemple n'és Una tragèdia a Lil·liput de Joan Oliver (1928).
En temps de guerra esdevé un instrument de propaganda al servei de la moral col·lectiva que serveix per a infondre coratge a la rereguarda. Com a gènere, requereix menys temps i infraestructura per tal de ser difós; se serveix de la premsa per a arribar a la gent i pot arribar amb relativa facilitat a les trinxeres; esdevé, juntament amb el cinema i el cartellisme, un dels llenguatges més utilitzats. En aquestes creacions, l'intel·lectualisme hi és substituït per un realisme més viscut que reflecteix la realitat social i històrica del moment. Les petites històries i anècdotes del dia a dia de la guerra se salven de l'anonimat i passen a il·lustrar la dimensió col·lectiva del conflicte, autèntics retalls de vida moral. Amb tot, s'afavoreix el naixement de noves modalitats: la impressió del front, el carnet de notes del combatent o el dietari de campanya, a mig camí entre el document testimonial i la ficció. Algunes revistes com Amic i Mirador publiquen sovint certàmens literaris. La urgència amb la qual es necessitava aquesta producció feia que la qualitat se'n ressentís.

## Versions catalanes de contes internacionalitzats
- El ca d'en Bua i el moix d'en Pejolí (Alcover, volum 1) i L'ase de can Jeroni = Els músics de Bremen

- En Joan de l'Os

- Tres Al·lotes Fines = La Princesa i el pèsol

- La cueta de Na Marieta (Alcover, volum 10) i N'Elionoreta (Alcover, volum 20) = Raiponce

- N'Espirafocs i N'Estel d'Or (Alcover, volum 1; Cendrillon) o Na Francineta (Alcover, volum 18; Cendrillon) = La Ventafocs

- Na Magraneta (Alcover, volum 1) = Blancaneu

- El gallet, l'anyellet, la godineta i el drac (Alcover, volum 17) = Els tres porquets

## Microconte
Un microconte o microrelat és un conte molt breu, amb una extensió al voltant de 750 caràcters o 10 línies de text. Mentre que els contes habituals consten d'una narració breu d'un fet o d'una sèrie de fet reals o ficticis amb una tendència evident cap a la fantasia i cap a l'enginy, el microconte presenta aquestes característiques però portades a l'extrem. El microconte és un text literari narratiu que es caracteritza per la brevetat de contingut, és concís i d'una gran intensitat expressiva, com un veritable extracte que presenta l'essència d'una història. Aquest breu relat té una enorme capacitat suggeridora, textualment diu poc i narrativament condensa molt.

## Autors destacats
- Mercè Rodoreda
- Narcís Oller
- Charles Perrault
- Clive Staples Lewis
- Germans Grimm
- Hans Christian Andersen
- Jean de La Fontaine
- Jostein Gaarder
- Jesús Moncada
- Joaquim Ruyra
- Lewis Carroll
- Oscar Wilde
- Edgar Allan Poe
- Ernest Miller Hemingway
- Pere Calders
- Quim Monzó
- Sergi Pàmies
- Vicenç Pagès
- Victor Català / Caterina Albert